# Pou de Jacob

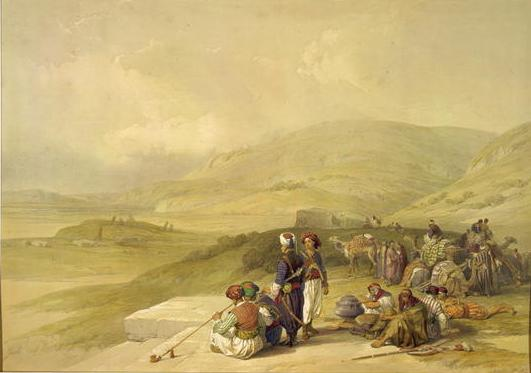
Pou de Jacob el 1839

El Pou de Jacob (àrab: بئر يعقوب, Biʾr Yaʿqūb), també conegut com Font de Jacob i Pou de Sicar, és un pou profund excavat en la roca sòlida que la tradició religiosa ha associat a Jacob durant dos mil·lennis. Està situat a poca distància del jaciment arqueològic de Tell Balata, que es considera el Siquem bíblic.
El pou ara es troba dins d'un monestir ortodox oriental del mateix nom, a la ciutat de Nablus, a Cisjordània, Palestina.

## Significat religiós
La tradició cristiana, judaica, samaritana i musulmana relacionen el pou amb Jacob. El pou no és específicament esmentat en l'Antic Testament, però el Gènesis 33:18-20 afirma que, quan Jacob tornà a Siquem des de Pada-Ara, va acampar abans d'arribar a la ciutat i comprà el terreny on havia muntat la seua tenda. Els estudiosos de la Bíblia afirmen que aquesta terra és la mateixa on el pou de Jacob va ser construït.
El pou de Jacob és esmentat en el Nou Testament (Joan 4:5-6), que diu que Jesús «va venir a una ciutat de Samaria, anomenada Sicar, prop del camp que Jacob donà a son fill Josep. El pou de Jacob hi era.» L'Evangeli segons Joan continua descrivint una conversa entre Jesús i una dona samaritana (Fotina, en la tradició ortodoxa), que tingué lloc mentre Jesús descansava a la vora del pou (Joan 4:7-15).

## Història
Els escrits de pelegrins indiquen que el pou de Jacob se situà dins de diferents esglésies construïdes en el mateix lloc al llarg del temps. Fins al 330, el lloc s'identificava amb el lloc on Jesús tingué la seua conversa amb la dona samaritana, i es degué utilitzar per a baptismes cristians. Al 384, s'edificà una església cruciforme a l'indret, i és esmentat en els escrits de Jeroni d'Estridó del segle IV. Aquesta església degué ser destruïda durant les revoltes samaritanes del 484 o 529. Posteriorment la reconstruí Justinià I, aquesta segona església de l'era bizantina encara estava de peus al 720 i, possiblement, a la primeria del segle ix.
L'església bizantina estava definitivament en ruïnes quan els croats van ocupar Nablus l'agost de 1099; a l'inici del segle xii, uns pelegrins van esmentar el pou sense esmentar l'església. Hi ha relats del segle xii que n'esmenten una de nova junt al pou de Jacob. El primer relat definitiu prové del monjo Teodoric, que escriu: «El pou ... és a mitja milla de distància de la ciutat [Nablus]: ella es troba enfront de l'altar en l'església construïda sobre aquest, que els frares dediquen al servei de Déu. Aquest pou s'anomena Font de Jacob.» En aquesta època de croades l'església es construí al 1175, probablement pel suport de la reina Melisenda, que va ser exiliada a Nablus el 1152, on va viure fins a la seua mort, al 1161. Aquesta església sembla haver estat destruïda després de la victòria de Saladí sobre els croats en la batalla de Hattin del 1187.
Al març de 1697, quan Henry Maundrell va visitar el pou de Jacob, la profunditat de l'aigua feia 4,6 m. Edward Robinson visità l'indret a mitjan segle xix, i descriví les "restes de l'antiga església", una mica per sobre del pou cap al sud-oest com una "massa informe de ruïnes, entre les quals hi ha fragments de cendra i columnes de granit, que encara mantenen el poliment." Els cristians van continuar venerant el lloc, encara sense l'església. Al 1860, l'indret fou adquirit pel Patriarcat ortodox grec i s'hi va construir una nova església, dedicada a santa Fotina. El 1927, un terratrèmol va destruir el temple.
Abunà Justí, un rector ortodox grec molt respectat a Nablus, posteriorment dirigí un enorme projecte de reconstrucció. El pou de Jacob ja va ser restaurat i s'hi va construir una nova església segons l'antic projecte de l'església de l'Era dels Croats, tancant el pou en una cripta en un nivell inferior.

## Descripció física i situació
El pou de Jacob és a 76 metres de Tell Balata, a la part oriental de Nablus dintre del recinte del monestir de Bir Iacube (Bir Ya'qub). És a l'entrada de l'església als terrenys del monestir, i baixant les escales fins a la cripta on el pou és junt a "un poal, icones d'exvots i molts ciris encesos". La tomba de Josep és al nord del pou de Jacob, en un edifici de l'era otomana marcat per una cúpula blanca.
D'acord amb Anderson, que va visitar el local al 1866, el pou té: «una obertura estreta, només suficient per a permetre que el cos d'una persona puga passar amb els braços oberts; té uns de 4 m de llarg, s'obri cap a dintre del pou, que té forma cilíndrica, amb prop de 7 peus i 6 polzades de diàmetre. El pou i la seua part superior són de maçoneria, i sembla haver estat falcat amb una barreja de fragments de sòl de al·luvió i gres, fins a aconseguir un jaç compacte de la muntanya calcària, amb estrats horitzontals, que poden ser fàcilment treballats, i l'interior del pou té l'aparença d'haver estat alineat amb maçoneria". Amb un mesurament fet al 1935, la profunditat total del pou és de 42 m.»